# Dell Venue
Dell Venue是美國電腦公司戴爾所推出的第二款行動電話產品。在臺灣獨家銷售的電信業者是台灣大哥大。

## 規格[1]
- 通訊系統：HSDPA／UTMS／GSM四頻
- 螢幕：4.1" AMOLED 800 x 480 （三星電子製造）
- 處理器：Qualcomm Snapdragon QSD8250 1Ghz（單核心）
- 系統：Android 2.3
- 相機：800萬畫素（有LED閃光燈）
- 重量：164公克
- 厚度：12.9公分
- 産地：中國